# Pilota d'Or 1974
La Pilota d'Or 1974 fou la 19a edició de la Pilota d'Or, premi de futbol creat per la revista francesa France Football, i va ser guanyada pel neerlandès Johan Cruyff, jugador del FC Barcelona.
El jurat estava format per 26 periodistes especialitzats, de cadascuna de les següents associacions membres de la UEFA: Alemanya Occidental, Alemanya Oriental, Àustria, Bèlgica, Bulgària, Txecoslovàquia, Dinamarca, Espanya, Finlàndia, França, Grècia, Hongria, Anglaterra, Irlanda, Itàlia, Luxemburg, Noruega, Països Baixos, Polònia, Portugal, Romania, Suècia, Suïssa, Turquia, Unió Soviètica i Iugoslàvia.
El resultat de la votació va ser publicat al número 1.500 de France Football, el 31 desembre 1974.
Amb aquest resultat, Cruyff es convertí en el primer jugador que aconseguia tres Pilotes d'Or, així com dos de consecutives. També, es convertí en el primer jugador que rebia un vot de cada membre del jurat des de Franz Beckenbauer el 1966.

## Sistema de votació
Cadascun dels membres del jurat elegí els que, a judici seu, eren els cinc millors futbolistes europeus. El jugador escollit en primer lloc rebia cinc punts, l'elegit en segon lloc en rebia quatre, i així successivament.
D'aquesta manera es repartiren 360 punts, sent 130 el màxim nombre de punts que podia obtenir cada jugador (en cas que cadascun dels 26 membres del jurat li assignés 5 punts).

## Classificació final
| Classificació | Jugador           | Equip                          | Vots | Vots | Vots | Vots | Vots | Vots  | Punts |
| Classificació | Jugador           | Equip                          | 1r   | 2n   | 3r   | 4t   | 5è   | Total | Punts |
| ------------- | ----------------- | ------------------------------ | ---- | ---- | ---- | ---- | ---- | ----- | ----- |
| 1r            | Johan Cruyff      | FC Barcelona                   | 15   | 9    | 1    | 1    |      | 26    | 116   |
| 2n            | Franz Beckenbauer | Bayern de Múnic                | 10   | 13   | 1    |      |      | 24    | 105   |
| 3r            | Kazimierz Deyna   | Legia Varsòvia                 |      |      | 10   | 1    | 3    | 14    | 35    |
| 4t            | Paul Breitner     | Bayern de Múnic / Reial Madrid |      | 3    | 4    | 3    | 2    | 12    | 32    |
| 5è            | Johan Neeskens    | Ajax / Barcelona               |      |      | 4    | 2    | 5    | 11    | 21    |
| 6è            | Grzegorz Lato     | Stal Mielec                    |      |      | 2    | 4    | 2    | 8     | 16    |
| 7è            | Gerd Müller       | Bayern de Múnic                | 1    | 1    | 1    |      | 2    | 5     | 14    |
| 8è            | Robert Gadocha    | Legia Varsòvia                 |      |      | 2    | 2    | 1    | 5     | 11    |
| 9è            | Billy Bremner     | Leeds                          |      |      | 1    | 3    |      | 4     | 9     |
| 10è           | Ralf Edström      | PSV Eindhoven                  |      |      |      | 2    |      | 2     | 4     |
|               | Jürgen Sparwasser | Magdeburg                      |      |      |      | 2    |      | 2     | 4     |
|               | Berti Vogts       | Borussia Mönchengladbach       |      |      |      | 2    |      | 2     | 4     |
| 13è           | Jan Tomaszewski   | ŁKS Łódź                       |      |      |      | 1    | 1    | 2     | 3     |
|               | Ronnie Hellström  | Kaiserlautern                  |      |      |      |      | 3    | 3     | 3     |
| 15è           | José Altafini     | Juventus                       |      |      |      | 1    |      | 1     | 2     |
|               | Khristo Bónev     | Lokomotiv Plovdiv              |      |      |      | 1    |      | 1     | 2     |
|               | Jerzy Gorgoń      | Górnik Zabrze                  |      |      |      | 1    |      | 1     | 2     |
|               | Sepp Maier        | Bayern de Múnic                |      |      |      |      | 2    | 2     | 2     |
| 19è           | Oleg Blojín       | Dinamo Kiev                    |      |      |      |      | 1    | 1     | 1     |
|               | Rainer Bonhof     | Borussia Mönchengladbach       |      |      |      |      | 1    | 1     | 1     |
|               | Jean-Marc Guillou | Angers SCO                     |      |      |      |      | 1    | 1     | 1     |
|               | Uli Hoeneß        | Bayern de Múnic                |      |      |      |      | 1    | 1     | 1     |
|               | Branko Oblak      | Hajduk Split                   |      |      |      |      | 1    | 1     | 1     |